# Ngũgĩ wa Thiong'o
Ngũgĩ wa Thiong'o (pronunciado [ŋɡoɣe wa ðiɔŋɔ]; nascido James Ngugi; Kamiriithu, 5 de janeiro de 1938 – Atlanta, 28 de maio de 2025) foi um escritor, professor universitário e dramaturgo queniano, que escreveu obras em língua inglesa e posteriormente em língua gĩkũyũ. A sua obra inclui novelas, peças teatrais, contos e ensaios, da crítica social à literatura infantil. Foi o fundador e editor da revista gĩkũyũ Mutiiri.
O escritor, uma das grandes referências da África em literatura, tem também uma história de luta pela libertação de seu país. Na década de 60, quando a colonização do continente africano estava em cheque, terminando na queda de vários governos, ele lutou pela emancipação do Quênia das mãos dos britânicos ao lado de jovens intelectuais que, como ele, eram recém-saídos da universidade.

Em 1977, Ngũgĩ wa Thiong'o escreveu uma peça de teatro no seu Quénia natal que procurava libertar o processo teatral do que ele dizia ser "o sistema geral de educação burguês", ao encorajar a espontaneidade e a participação da audiência na execução da peça. A peça não foi bem acolhida pelo autoritário regime queniano e o autor passou mais de um ano na cadeia. A esse respeito, diz que:
"Escrevi em inglês meus primeiros quatro romances, inclusive Um grão de trigo. Quando fui preso, em 1977, foi porque escrevi uma peça de teatro em gikuyu. Por isso, tomei a decisão política, de resistência, de escrever sempre no meu idioma original."
A Amnistia Internacional tomou-o como prisioneiro de consciência, e o artista foi libertado da cadeia, saindo do país. Nos Estados Unidos, ensinou na Universidade de Yale durante alguns anos, e também na Universidade de Nova Iorque. Ngũgĩ viu muitas vezes o seu nome nas listas de candidatos ao prémio Nobel da Literatura. Para o crítico literário Jonatan Silva, Thiong'o retrata como poucos a luta pela independência do Quénia. Em sua crítica para Um Grão de trigo, livro que lhe deu reconhecimento mundial, Silva ressaltou a habilidade do escritor em criar um "jogo de espelhos" entre realidade e ficção.

## Biografia

### Primeiros anos e educação
Ngũgĩ wa Thiong'o é o quinto filho de Wanjikũ wa Ngũgĩ, terceira de quatro esposas do seu pai, Thiong'o wa Ndũcũ, que teve 24 filhos com suas esposas. Ele é descendente de kikuyus e foi batizado James Ngugi. Sobre a oportunidade que teve, por idealização da sua mãe, de realizar o sonho de frequentar a escola pela primeira vez, anotou em sua autobiografia: 
"Certa noite, minha mãe me perguntou: Você gostaria de ir para a escola? Foi em 1947. (...) Era o oferecimento do impossível o que me destituía de palavras. Minha mãe teve que fazer a pergunta de novo. 
- Sim, sim - disse eu rapidamente, no caso de ela ter mudado de ideia.
- Você sabe que somos pobres.
- Sim. 
- E por isso talvez você nem sempre leve uma refeição de meio-dia.
- Sim, Mãe.
- Me promete que não vai me envergonhar se recusando algum dia a ir à escola por causa da fome ou de outras dificuldades?
- Sim, sim!
- E que sempre vai dar o seu melhor?

Eu teria prometido qualquer coisa naquele momento. Mas quando olhei para ela e disse 'Sim', lá no fundo sabia que ela e eu havíamos feito um pacto: eu sempre tentaria dar o meu melhor, fosse qual fosse a dificuldade, fosse qual fosse o obstáculo."
Sua família era de fazendeiros cujas terras haviam sido retomadas sob a Lei de Terras do Império Britânico de 1915. Durante a infância de Ngũgĩ, eles foram pegos na Revolta dos Mau-Mau de 1952-1960; seu meio-irmão Mwangi estava ativamente envolvido no Exército da Terra e da Liberdade do Quênia (no qual foi morto), outro irmão foi baleado durante o Estado de Emergência e sua mãe foi torturada no posto de guarda residencial de Kamiriithu.
Ngũgĩ deixou Limuru em 1955 para estudar na Alliance High School, uma escola pública para meninos a cerca de 20 quilômetros de distância. Depois, estudou no Uganda, na Universidade Makerere. Ele disse que foi nesses anos em seu novo país de residência que encontrou sua voz como escritor: "Os romances The River Between e Weep Not, Child foram os primeiros produtos da minha residência no país de minha migração educacional. Uganda me permitiu descobrir meu Quênia e até mesmo reviver minha vida na aldeia. Descobri meu país de origem estando longe do país de origem." Como estudante, ele participou da Conferência de Escritores Africanos realizada em Makerere em junho de 1962, e sua peça The Black Hermit estreou como parte do evento no The National Theatre. Na conferência, Ngũgĩ pediu a Chinua Achebe que lesse os manuscritos de The River Between e Weep Not, Child, que foram posteriormente publicados na African Writers Series de Heinemann, lançada em Londres naquele ano, com Achebe como seu primeiro editor consultivo.  Ngũgĩ recebeu seu diploma de bacharel em inglês pela Makerere University College em 1963.

### Primeiras publicações e estudos na Inglaterra
A sua primeira novela Weep not Child, escrita em 1962 pouco antes da independência queniana aborda, através dos olhos de um jovem chamado Njoroge, as tensões entre brancos e negros, entre a cultura africana e a europeia, numa época em que os revoltosos kikuyus (Mau-Mau) se levantaram contra a autoridade britânica. Foi o primeiro romance em inglês a ser publicado por um escritor africano da África Oriental.
Mais tarde naquele ano, tendo ganhado uma bolsa de estudos para a Universidade de Leeds para estudar para um mestrado, Ngũgĩ viajou para a Inglaterra, onde estava quando seu segundo romance, The River Between, foi lançado em 1965. The River Between, que tem a Revolta dos Mau-Mau como pano de fundo e descreve um romance infeliz entre cristãos e não cristãos, estava anteriormente no currículo nacional do ensino médio do Quênia. Ele deixou Leeds em 1967 sem concluir sua tese sobre literatura caribenha, para a qual seus estudos se concentraram em George Lamming, sobre quem Ngũgĩ disse em sua coleção de ensaios de 1972, Homecoming: "Ele evocou para mim uma imagem inesquecível de uma revolta camponesa em um mundo dominado pelos brancos. E de repente eu soube que um romance poderia falar comigo, poderia, com uma urgência convincente, tocar cordas [sic] bem no fundo de mim. Seu mundo não era tão estranho para mim quanto o de Fielding, Defoe, Smollett, Jane Austen, George Eliot, Dickens, DH Lawrence."

### Mudança de nome, ideologia e ensino
O romance de Ngũgĩ de 1967, A Grain of Wheat, marcou sua adesão ao marxismo fanonista. Posteriormente, ele renunciou à escrita em inglês e ao nome James Ngugi como colonialista; em 1970, ele mudou seu nome para Ngũgĩ wa Thiong'o, e começou a escrever em sua língua nativa, Gikuyu. Em 1967, Ngũgĩ também começou a lecionar na Universidade de Nairóbi como professor de literatura inglesa. Ele continuou a lecionar na universidade por dez anos, enquanto atuava como bolsista em Escrita Criativa na Universidade Makerere. Durante esse tempo, ele também deu palestras como convidado na Universidade Northwestern, Evanston, no departamento de Estudos Ingleses e Africanos por um ano.
Enquanto professor na Universidade de Nairóbi, Ngũgĩ foi o catalisador da discussão para abolir o departamento de inglês. Ele argumentou que, após o fim do colonialismo, era imperativo que uma universidade na África ensinasse literatura africana, incluindo literatura oral, e que isso deveria ser feito com a compreensão da riqueza das línguas africanas. No final da década de 1960, esses esforços resultaram no abandono da Literatura Inglesa como curso de estudo pela universidade e sua substituição por um que posicionasse a Literatura Africana, oral e escrita, no centro.

### Prisão
Em 1976, Thiong'o ajudou a estabelecer o Centro Cultural e Educacional Comunitário Kamiriithu que, entre outras coisas, organizou o Teatro Africano na área. No ano seguinte, foi publicada Petals of Blood. Sua forte mensagem política, e a de sua peça Ngaahika Ndeenda (Eu me casarei quando eu quiser), coescrita com Ngũgĩ wa Mirii e também publicada em 1977, levaram o então vice-presidente queniano Daniel arap Moi a ordenar sua prisão. Cópias de sua peça, livros de Karl Marx, Friedrich Engels e Vladimir Lenin foram confiscados dele. Ele foi enviado para a Prisão de Segurança Máxima de Kamiti, e mantido lá sem julgamento por quase um ano.
Ngũgĩ foi preso em uma cela com outros presos políticos. Durante parte de sua prisão, eles tinham direito a uma hora de luz solar por dia. Nas palavras de Ngũgĩ: "O complexo costumava ser para os condenados mentalmente perturbados antes de ser melhor utilizado como uma gaiola para 'os politicamente perturbados'." Ele encontrou consolo na escrita e escreveu o primeiro romance moderno em Gikuyu, Devil on the cross (Caitaani mũtharaba-Inĩ ), em papel higiênico fornecido pela prisão.
Durante o tempo em que esteve na prisão, Ngũgĩ decidiu parar de escrever suas peças e outras obras em inglês e começou a escrever todas as suas obras criativas em sua língua nativa, Gikuyu.
O tempo de Ngũgĩ na prisão também inspirou a peça O Julgamento de Dedan Kimathi (1976). Escrita em colaboração com Micere Githae Mugo, O Julgamento de Dedan Kimathi foi encenada no FESTAC 77 em Lagos, Nigéria. A peça recria a coragem indomável do revolucionário Mau-Mau e sua mão direita – uma guerreira. Enquanto Kimathi permanece na prisão, é 'a mulher' – representando as mães quenianas – que tenta libertá-lo e, por sua vez, treinar a próxima geração para a luta. O papel das mulheres quenianas no movimento Mau-Mau (luta pela liberdade do Quênia) é uma realidade histórica."
Após a libertação de Ngũgĩ em dezembro de 1978, ele não foi reintegrado ao seu cargo de professor na Universidade de Nairóbi, e sua família foi perseguida. Por ter escrito sobre as injustiças do governo ditatorial da época, Ngũgĩ e sua família foram forçados a viver no exílio. Somente depois que Daniel Arap Moi, o presidente queniano com mais tempo de serviço, se aposentou em 2002, foi seguro para eles retornarem.

### Exílio
Enquanto estava no exílio, Ngũgĩ trabalhou com o Comitê para a Libertação de Prisioneiros Políticos no Quênia, sediado em Londres (1982–98). Em 1984, ele foi professor visitante na Universidade de Bayreuth e, no ano seguinte, foi escritor residente do bairro de Islington, em Londres. Ele também estudou cinema no Dramatiska Institute em Estocolmo (1986).
Os trabalhos posteriores de Ngũgĩ incluem Detained , seu diário de prisão (1981), Decolonising the Mind: The Politics of Language in African Literature (1986), um ensaio que defende a expressão dos escritores africanos em suas línguas nativas em vez das línguas europeias, a fim de renunciar aos laços coloniais persistentes e construir uma literatura africana autêntica, e Matigari (traduzido por Wangui wa Goro), (1987), uma de suas obras mais famosas, uma sátira baseada em um conto popular Gikuyu. Tais obras lhe renderam a reputação de um dos críticos sociais mais articulados da África. Descrevendo-se como um "migrante literário", ele também afirmou: "Tive que me afastar da minha língua materna para descobrir minha língua materna."
Ngũgĩ foi professor visitante de inglês e literatura comparada na Universidade Yale entre 1989 e 1992. Em 1992, foi convidado do Congresso de Escritores Sul-Africanos e passou um tempo em Zwide Township com Mzi Mahola, ano em que se tornou professor de Literatura Comparada e Estudos de Performance na Universidade de Nova York, onde ocupou a Cátedra Erich Maria Remarque. Ele atuou como Professor Emérito de Inglês e Literatura Comparada e foi o primeiro diretor do Centro Internacional de Escrita e Tradução da Universidade da Califórnia em Irvine.

### Século XXI
Em 8 de agosto de 2004, Ngũgĩ retornou ao Quênia como parte de uma viagem de um mês pela África Oriental. Em 11 de agosto, ladrões invadiram seu apartamento de alta segurança: eles agrediram Ngũgĩ, abusaram sexualmente de sua esposa e roubaram vários itens de valor. Quando Ngũgĩ retornou aos EUA no final de sua viagem de um mês, cinco homens foram presos sob suspeita do crime, incluindo um de seus sobrinhos. Em 2006, a editora americana Random House publicou seu primeiro novo romance em quase duas décadas, Wizard of the Crow, traduzido do Gikuyu para o inglês pelo próprio autor.
Em 10 de novembro de 2006, enquanto estava em São Francisco no Hotel Vitale no Embarcadero, Ngũgĩ foi assediado e ordenado a deixar o hotel por um funcionário. O evento levou a um clamor público e irritou tanto os afro-americanos quanto os membros da diáspora africana que vivem na América,  o que levou a um pedido de desculpas do hotel.
Os livros posteriores de Ngũgĩ incluem Globalectics: Theory and the Politics of Knowing (2012) e Something Torn and New: An African Renaissance, uma coleção de ensaios publicada em 2009 que defende o papel crucial das línguas africanas na "ressurreição da memória africana", sobre a qual a Publishers Weekly disse: "A linguagem de Ngugi é nova; as questões que ele levanta são profundas, o argumento que ele apresenta é claro: 'Matar de fome ou matar uma língua é matar de fome o banco de memória de um povo.'" Isso foi seguido por duas obras autobiográficas bem recebidas: Dreams in a Time of War: a Childhood Memoir (2010) e In the House of the Interpreter: A Memoir (2012), que foi descrito como "brilhante e essencial" pelo Los Angeles Times, entre outras críticas positivas.
Houve especulações perenes sobre Ngũgĩ ser um provável candidato a ganhar o Prêmio Nobel de Literatura, e ele foi considerado um grande favorito em 2010. No entanto, naquele ano, o prêmio foi concedido ao peruano Mario Vargas Llosa, e depois Ngũgĩ foi relatado dizendo que estava menos decepcionado do que os fotógrafos que se reuniram do lado de fora de sua casa: "Eu era quem os consolava!"
Em sua vinda ao Brasil em 2015 na ocasião da Festa Literária Internacional de Paraty, declarou em entrevista que:
"Um escritor não é um historiador, nem um cientista político, nem um economista. É um artista. Dito isso, as condições econômicas e políticas e também as práticas sociais impactam no trabalho do artista. Ninguém pode escapar disso. Como escritor, estou interessado na qualidade da vida humana, em como acontece a distribuição da riqueza e também no impacto das relações. Como africano, me interessam também as questões de raça, a condição da raça negra, como ela é afetada, sua visibilidade. Na África e especialmente no Quênia, há uma distância cada vez maior entre ricos e pobres – cresce a concentração de renda à medida que o continente vai se desenvolvendo. Olho para o mundo, como escritor, e vejo um grupo bem pequeno, em geral de países do Ocidente, que são ricos, e uma enorme maioria de países pobres. Mas esses ricos dependem muito dos recursos dos pobres, especialmente da África. Quando visito um país, sempre presto atenção em quantos mendigos e sem-tetos há na rua e também na população carcerária. É aí que você mede o nível de desenvolvimento de um lugar. Nos Estados Unidos, por exemplo, você tem dois milhões de pessoas encarceradas. São quatro Islândias na prisão! A riqueza não se mede pela quantidade de milionários de um país."
O conto de Ngũgĩ de 2016, The Upright Revolution: Or Why Humans Walk Upright, tornou-se "o conto mais traduzido da história da escrita africana", com versões em mais de 100 idiomas. Originalmente escrito em Gikuyu (como "Ituĩka Rĩa Mũrũngarũ: Kana Kĩrĩa Gĩtũmaga Andũ Mathiĩ Marũngiĩ"), com uma tradução em inglês do próprio autor, juntamente com traduções para várias línguas africanas, foi lançado pelo Jalada Africa Trust, um coletivo de escritores pan-africanos, em sua edição inaugural de tradução, iniciando um projeto que visava traduzir cada história para 2.000 línguas africanas.

O livro de Ngũgĩ, The Perfect Nine, originalmente escrito e publicado em Gikuyu como Kenda Muiyuru: Rugano Rwa Gikuyu na Mumbi (2019), foi traduzido para o inglês por Ngũgĩ para sua publicação de 2020 e é uma releitura em poesia épica da história de origem de seu povo. Foi descrito pelo Los Angeles Times como "um romance de busca em verso que explora o folclore, o mito e a alegoria por meio de uma lente decididamente feminista e pan-africana". A crítica no World Literature Today disse:
Ngũgĩ cria uma bela releitura do mito Gĩkũyũ que enfatiza a nobre busca pela beleza, a necessidade da coragem pessoal, a importância da piedade filial e um senso do Doador Supremo – um ser que representa a divindade e a unidade entre as religiões do mundo. Todos esses elementos se fundem em versos dinâmicos para fazer de Os Nove Perfeitos uma história de milagres e perseverança; uma crônica da modernidade e do mito; uma meditação sobre começos e fins; e um palimpsesto da memória antiga e contemporânea, enquanto Ngũgĩ sobrepõe o poder feminino dos Nove Perfeitos ao mito da origem do povo Gĩkũyũ do Quênia em uma comovente interpretação da forma épica.
Fiona Sampson, escrevendo no The Guardian, concluiu que The Perfect Nine é "uma bela obra de integração que não só recusa distinções entre 'alta arte' e narrativa tradicional, mas também fornece aquela necessidade humana muito rara: a sensação de que a vida tem significado."
Em março de 2021, The Perfect Nine se tornou a primeira obra escrita em uma língua indígena africana a ser pré-selecionada para o Prêmio Booker Internacional, com Ngũgĩ se tornando o primeiro indicado como autor e tradutor do livro.
Quando questionado em 2023 se o inglês queniano ou o inglês nigeriano eram agora línguas locais, Ngũgĩ wa Thiong'o respondeu: "É como se os escravizados estivessem felizes por a sua ser uma versão local da escravidão. O inglês não é uma língua africana. O francês não é. O espanhol não é. O inglês queniano ou nigeriano é um disparate. Isso é um exemplo de anormalidade normalizada. O colonizado tentando reivindicar a língua do colonizador é um sinal do sucesso da escravidão." Em 2025, ele comentou: "No Quénia, ainda hoje, temos crianças e os seus pais que não conseguem falar as suas línguas maternas... Eles ficam muito felizes quando falam inglês e ainda mais felizes quando os seus filhos não conhecem a sua língua materna. É por isso que lhe chamo colonização mental." Ele também comentou que não tinha problemas em falar inglês, mas que "não quero que seja minha língua principal... se você conhece todas as línguas do mundo e não conhece sua língua materna, isso é escravidão, escravidão mental. Mas se você conhece sua língua materna e acrescenta outras línguas, isso é empoderamento."

## Vida pessoal
Quatro de seus filhos também são autores publicados: Tee Ngũgĩ, Mũkoma wa Ngũgĩ , Nducu wa Ngũgĩ e Wanjikũ wa Ngũgĩ. Em março de 2024, Mũkoma postou no Twitter que seu pai havia abusado fisicamente de sua mãe, agora falecida. Ngũgĩ não reconheceu a acusação.
Em 1995, Ngũgĩ wa Thiong'o foi diagnosticado com câncer de próstata e foi informado de que teria três meses de vida; no entanto, ele se recuperou. Em 2019, ele passou por uma cirurgia cardíaca de ponte de safena tripla e, nessa época, começou a lutar contra a insuficiência renal. Ele morreu em Buford, Geórgia, em 28 de maio de 2025, aos 87 anos. Na época de sua morte, Ngũgĩ estava supostamente recebendo tratamentos de diálise renal, mas sua causa imediata de morte não foi anunciada.
Após a morte de Ngũgĩ, os meios de comunicação ocidentais destacaram seus esforços para combater o colonialismo e outras críticas sociais. O escritor nigeriano Wole Soyinka, o escritor queniano David Gian Maillu, o presidente queniano William Ruto e o político Raila Odinga prestaram homenagem a Ngũgĩ após sua morte.

## Prêmios e honrarias
- 1966: Primeiro Prémio da UNESCO pelo seu romance de estreia, Weep Not Child, no primeiro Festival Mundial de Artes Negras em Dacar, Senegal[77][78]
- 1973: Prêmio Lótus de Literatura, em Alma Atta, Cazaquistão[79]
- 1992: Prêmio Paul Robeson de Excelência Artística, Consciência Política e Integridade, na Filadélfia[80]
- 1992: homenageado pela Universidade de Nova York ao ser nomeado para a Cátedra Erich Maria Remarque em Línguas para "reconhecer a extraordinária realização acadêmica, a forte liderança na Comunidade Universitária e na Profissão e a contribuição significativa para nossa missão educacional".[81]
- 1993: Prémio Zora Neale Hurston-Paul Robeson, por realizações artísticas e académicas, atribuído pelo Conselho Nacional de Estudos Negros, em Accra, Gana[80]
- 1994): Prêmio de Contribuidores do Gwendolyn Brooks Center por contribuição significativa às Artes Literárias Negras[80]
- 1996: Prémio Fonlon-Nichols, Nova Iorque, para a Excelência Artística e Direitos Humanos[80]
- 2001: Prêmio Internacional Nonino de Literatura[82][83]
- 2002: Professor Emérito de Inglês e Literatura Comparada, UCI[80]
- 2002: Medalha da Presidência do Gabinete Italiano concedida pelo Comitê Científico Internacional do Centro Pio Manzù, Rimini[80]
- 2003: Membro estrangeiro honorário da Academia Americana de Artes e Letras[84]
- 2006: Wizard of the Crow é o nº 3 no Top 10 de Livros do Ano da revista Time (edição europeia)[85]
- 2006: Wizard of the Crow é um dos melhores livros do ano da The Economist[86]
- 2006: Wizard of the Crow é uma das escolhas do Salon.com para Melhor Ficção do ano[87]
- 2007: Wizard of the Crow – pré-selecionado para o Prêmio Commonwealth Writers de Melhor Livro – África de 2007[88]
- 2007: Wizard of the Crow - Vencedor da medalha de ouro em Ficção no California Book Awards de 2007[89]
- 2007: Wizard of the Crow – finalista do Prêmio Hurston/Wright Legacy de Literatura Negra de 2007[90]
- 2008: Wizard of the Crow foi nomeado para o Prêmio Literário Internacional IMPAC de Dublin 2008[91]
- 2008: Ordem do Ancião da Lança Ardente (Medalha do Quénia – conferida pelo Embaixador do Quénia nos Estados Unidos em Los Angeles)[80]
- 2008: Prémio Grinzane para África[80]
- 2008: Cátedra distinta Dan e Maggie Inouye em ideais democráticos, Universidade do Havaí em Mānoa[92]
- 2009: Pré-selecionado para o Prémio Internacional Man Booker[93]
- 2012: National Book Critics Circle Award (finalista Autobiografia) por In the House of the Interpreter[94]
- 2012: Prêmio WEB Du Bois, Conferência Nacional de Escritores Negros, Nova York[95]
- 2013: Medalha UCI[80]
- 2014: Eleito para a Academia Americana de Artes e Ciências[96]
- 2014: Prêmio Nicolás Guillén pelo conjunto da obra em Literatura Filosófica[97]
- 2014: Homenageado na gala do 10º aniversário da Archipelago Books em Nova York[98]
- 2016: Prêmio Park Kyong-ni[99]
- 2016: Prêmio Sanaa Theatre/Prêmio por Conquista de uma Vida em reconhecimento à excelência do teatro queniano, Kenya National Theatre[100]
- 2017: Prêmio Los Angeles Review of Books /UCR Creative Writing Lifetime Achievement[101]
- 2018: Grande Prêmio das Mécènes da GPLA 2018, por todo o seu trabalho[102]
- 2019: Prêmio Internacional Catalunha pelo seu trabalho corajoso e pela sua defesa das línguas africanas[79]
- 2019: Prêmio da Paz Erich Maria Remarque[80]
- 2021: Pré-selecionado para o Prêmio Booker Internacional por The Perfect Nine[103]
- 2021: Eleito Escritor Internacional da Royal Society of Literature[104]
- 2021: Prêmio de Literatura do BERD[79]
- 2022: Prémio PEN/Nabokov de Realização em Literatura Internacional[105]

### Graus honorários
- Albright College, Doutor em Letras Humanas honoris causa, 1994[80]
- Universidade de Roskilde, Doutor Honorário, Dinamarca, 1997[80]
- Universidade de Leeds, Doutorado honorário em Letras (LittD), 2004[80]
- Universidade Walter Sisulu (antiga U. Transkei), África do Sul , Grau Honorário, Doutor em Literatura e Filosofia, julho de 2004[80]
- Universidade do Estado da Califórnia, Dominguez Hills, Grau Honorário, Doutor em Letras Humanas, maio de 2005[80]
- Universidade Dillard, Nova Orleans, Grau Honorário, Doutor em Letras Humanas, maio de 2005[80]
- Universidade de Auckland, Doutorado honorário em Letras (LittD), 2005[80]
- Universidade de Nova York, Grau Honorário, Doutor em Letras, 15 de maio de 2008[80]
- Universidade de Dar es Salaam, doutorado honorário em literatura, 2013[106]
- Universidade de Bayreuth, Doutorado honorário (Dr. phil. hc), 2014[83]
- Universidade KCA, Quênia, Doutor Honoris Causa em Letras Humanas (honoris causa) em Educação, 27 de novembro de 2016[80]
- Universidade Yale, Doutorado honorário (D.Litt. hc), 2017[107]
- Universidade de Edimburgo, Doutorado honorário (D.Litt.), 2019[108]

## Obras
- The Black Hermit, 1963 (teatro)
- Não chores, menino - no original Weep Not, Child, 1964, Heinemann 1987, McMillan 2005
- The River Between, Heinemann 1965, Heinemann 1989
- Um grão de trigo - no original A Grain of Wheat, 1967 (1992)
- This Time Tomorrow, c. 1970
- Homecoming: Essays on African and Caribbean Literature, Culture, and Politics, Heinemann 1972
- A Meeting in the Dark (1974)
- Secret Lives, and Other Stories, 1976, Heinemann 1992
- The Trial of Dedan Kimathi (play), 1976
- Ngaahika Ndeenda: Ithaako ria ngerekano (I Will Marry When I Want), 1977 (teatro)
- Pétalas de sangue - no original Petals of Blood, (1977) Penguin 2002,
- Caitaani mutharaba-Ini, 1980
- Writers in Politics: Essays, 1981
- Education for a National Culture, 1981
- Detained: A Writer's Prison Diary, 1981
- Caitaani mutharaba-Ini  1982
- Barrel of a Pen: Resistance to Repression in Neo-Colonial Kenya, 1983
- Decolonising the Mind: The Politics of Language in African Literature, 1986
- Mother, Sing For Me, 1986
- Writing against Neo-Colonialism, 1986
- Njamba Nene na Mbaathi i Mathagu , 1986
- Matigari ma Njiruungi, 1986
- Njamba Nene na Chibu King'ang'i , 1988
- Matigari, Heinemann 1989,
- Bathitoora ya Njamba Nene  , 1990,
- Moving the Centre: The Struggle for Cultural Freedom, Heinemann, 1993
- Penpoints, Gunpoints and Dreams: The Performance of Literature and Power in Post-Colonial Africa, (The Clarendon Lectures in English Literature 1996), Oxford University Press, 1998.
- Mũrogi wa Kagogo, 2004
- Wizard of the Crow, 2006
- Something Torn and New: An African Renaissance, 2009[109]
- Dreams in a Time of War: a Childhood Memoir, Harvill Secker, 2010 (Brasil: Sonhos em Tempos de Guerra: Memórias de Infância)